# Ametralladora Maxim
La ametralladora Maxim fue la primera ametralladora automática portátil. La inventó Sir Hiram Stevens Maxim, en 1884, que era un estadounidense nacionalizado británico.

## Funcionalidad
El mecanismo de la ametralladora Maxim utiliza la energía del retroceso para eyectar cada casquillo disparado e insertar un nuevo cartucho. Esta característica la hacía mucho más eficiente y menos dependiente de acciones manuales que las ametralladoras previas como la Gatling y la Gardner, que estaban diseñadas sobre principios completamente distintos, utilizando manivelas y sistemas de múltiples cañones.
Los ensayos demostraron que la Maxim podía disparar 600 balas por minuto, lo que era equivalente al poder de fuego de unos 30 fusiles de cerrojo contemporáneos. Comparada con las ametralladoras modernas, la Maxim era pesada, voluminosa y complicada, haciendo falta varios hombres para moverla o modificar su posición. Si bien solo una persona era necesaria para disparar la ametralladora, normalmente era operada por un pequeño equipo de personas. El sistema de refrigeración del arma requería el constante suministro de agua para poder continuar disparando en forma ininterrumpida.

## Compañía
Maxim fundó la Maxim Gun Company, financiada principalmente por Albert Vickers, hijo del empresario siderúrgico Edward Vickers. Se puede hallar una placa en la fábrica donde Maxim inventó y produjo su ametralladora, situada en la intersección de Hatton Garden con Clerkenwell Road.
Albert Vickers se convirtió en el gerente de la compañía. Esta se unió más tarde con el competidor sueco Thorsten Nordenfelt, dando origen a la Maxim-Nordenfelt. El directorio postal de las empresas de Londres de 1895 indica en la página 1579 que la oficina de la Maxim-Nordenfelt Guns and Ammunition Company Ltd. se hallaba en el número 32 de Victoria Street SW (Londres).
Finalmente la compañía fue absorbida por la Vickers, dando lugar a la aparición de la ametralladora Maxim-Vickers y luego, tras el rediseño por parte de Vickers, de la ametralladora Vickers.

## Historia

### Desarrollo
Las primeras patentes de Maxim relacionadas con el desarrollo de la ametralladora fueron registradas en junio y julio de 1883. El primer prototipo fue mostrado a un grupo de invitados en octubre de 1884.

### Empleo en guerras coloniales

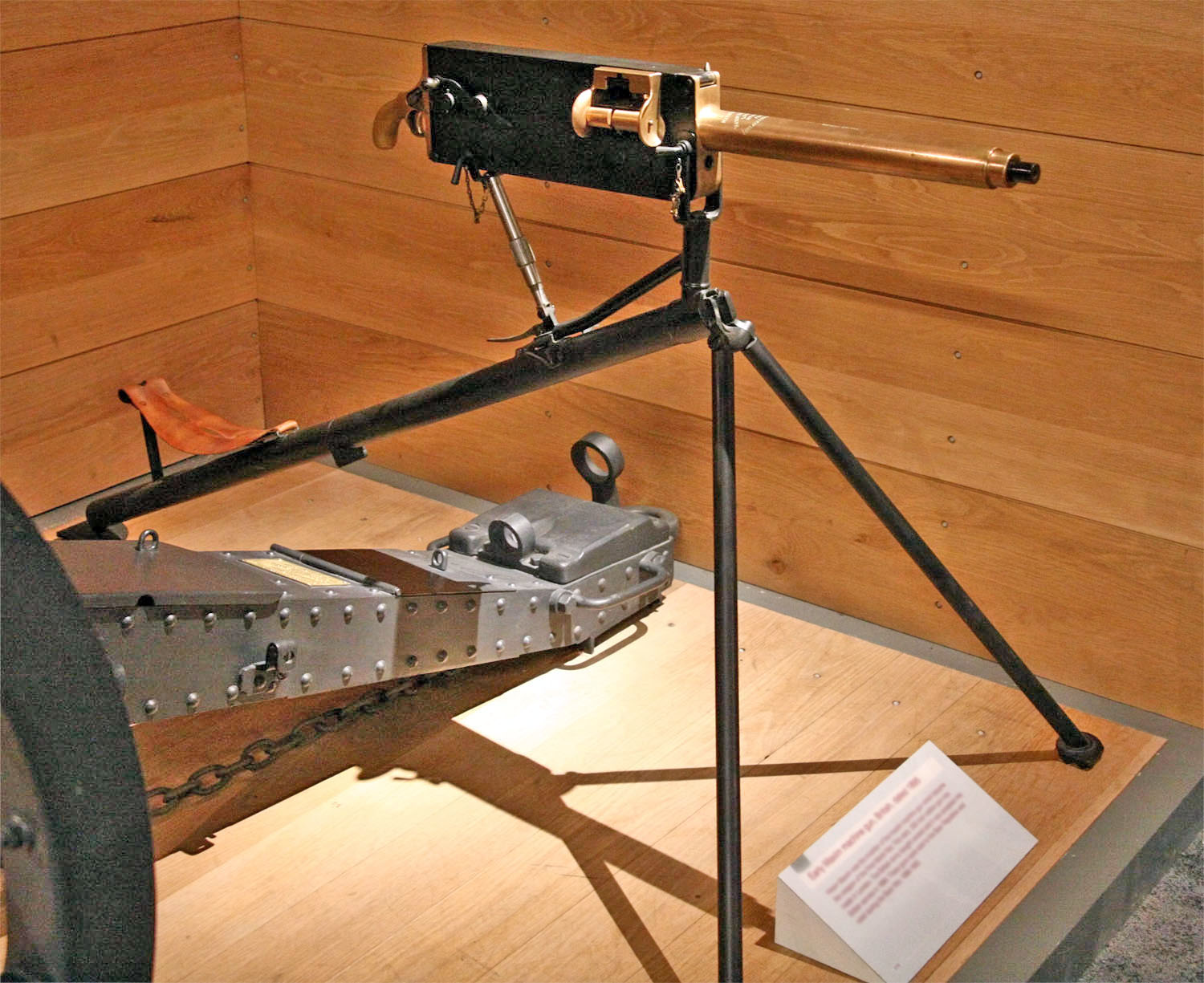
Ametralladora Maxim calibre 7,70 mm (.303) de 1895, montada sobre un trípode.

Hiram Maxim le dio a Henry Morton Stanley un prototipo de su ametralladora, la cual fue empleada durante la expedición en auxilio de Emin Pasha en 1886-1890. Militarmente hablando, se trató de un simulacro de guerra.
La primera unidad del mundo en utilizar la ametralladora Maxim fue la Singapore Volunteer Artillery; las armas llegaron en 1889 financiadas por donaciones del Sultán de Johor, miembros de las diversas comunidades de Singapur y empresarios destacados. Esta era una unidad de defensa civil voluntaria de la colonia británica en aquel entonces, ahora un país independiente.
El primer uso de la ametralladora Maxim por las fuerzas coloniales británicas tuvo lugar durante la Primera guerra Matabele, en 1893-1894. En un combate, 50 soldados mantuvieron a raya a 5000 guerreros con solo cuatro ametralladoras Maxim. La ametralladora jugó un importante papel en la veloz colonización europea de África a fines del siglo XIX. Su extrema letalidad fue empleada con devastadores efectos contra las obsoletas tácticas de ataque frontal, especialmente cuando los nativos presentaban combate en campo abierto. Como dijo Hilaire Belloc,
Pase lo que pase, tenemos nosotros
la ametralladora Maxim, mas ellos no.
Pero la importancia y el poder destructivo de la Maxim en las guerras coloniales han sido exagerados por la leyenda popular. Registros históricos modernos sugieren que, mientras el arma era efectiva en batallas a campo abierto como las de la guerra Matabele o la Batalla de Omdurmán, su importancia se debía tanto al impacto psicológico como físico.
Una versión de gran calibre de la Maxim, que disparaba un proyectil de 37 mm, fue construida por Maxim-Nordenfelt. Durante la segunda guerra bóer fue conocida como la "Pom-Pom Gun" a causa del sonido que producía, siendo empleada por ambos bandos. La ametralladora Maxim también fue empleada durante la Guerra Anglo-Aro de 1901-1902.

### Gradual adopción por los ejércitos y marinas europeos

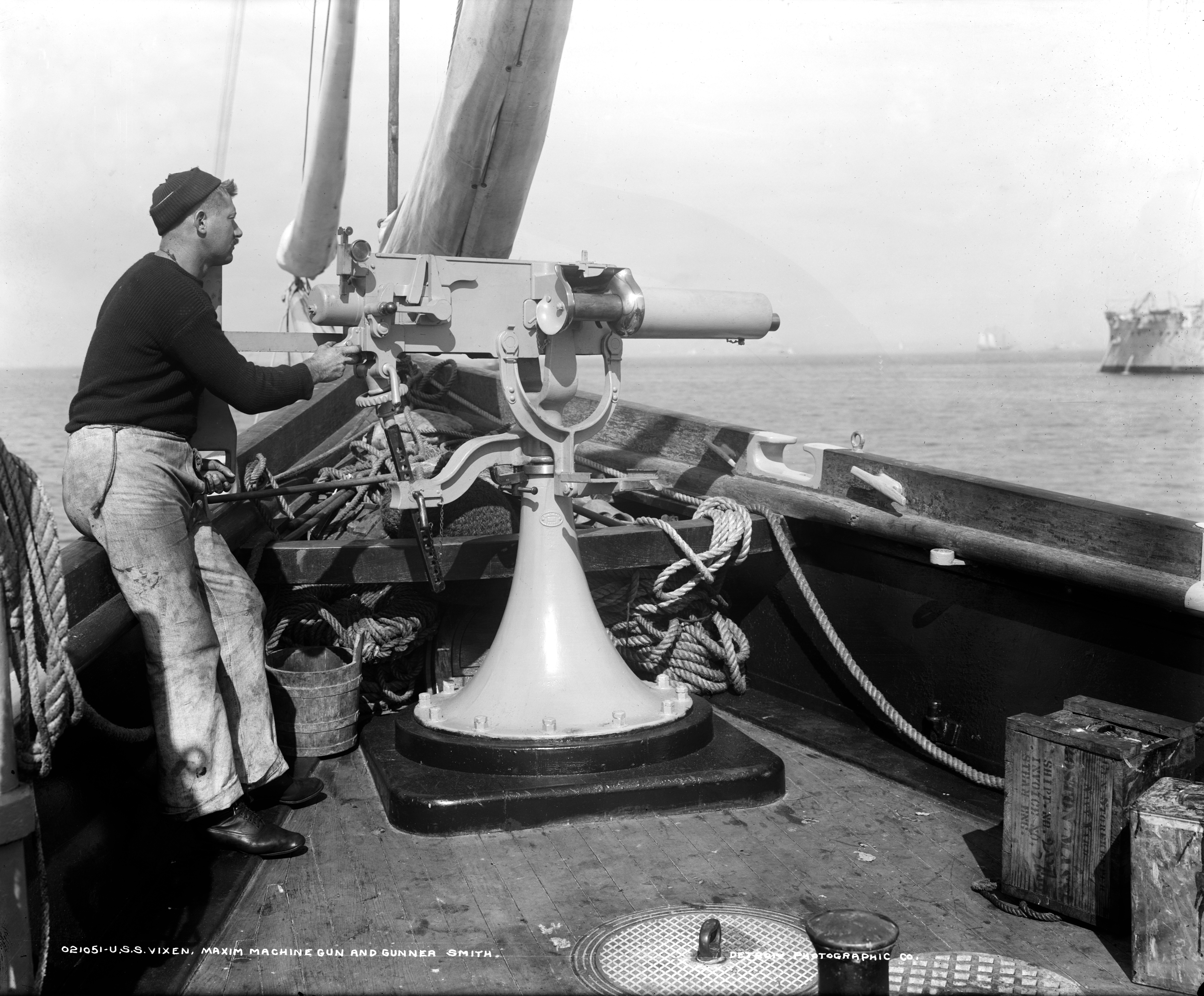
Maxim 37 mm "pom-pom" a bordo del USS Vixen (PY-4), hacia 1898.

La compañía de Maxim inicialmente tuvo problemas en convencer a los gobiernos europeos de la eficacia del arma. Los soldados generalmente manifestaban una gran desconfianza hacia las ametralladoras, debido a su tendencia de bloquearse en medio de una batalla, con nefastas consecuencias.
La versión de 1906 del libro Small Wars precisa que la ametralladora Maxim es significativamente más fiable que otras ametralladoras de la época, un problema clave en las ametralladoras anteriores a 1900. En la página 440, el autor indica: "Los viejos modelos por lo general no son fiables... Se bloquearon en Ulundi, en Dogali, en Abu Klea y Tofrek, en algunos casos con desafortunadas consecuencias.".
La ametralladora Maxim era mucho más fiable que las anteriores ametralladoras accionadas mediante manivela (Ametralladora Gatling) o palanca (Ametralladora Nordenfelt, como ejemplo. Por ello, la desconfianza en las ametralladoras estaba muy enraizada, por lo que el arma, en esta ocasión, fue sometida a minuciosas y prolongadas pruebas antes de considerar su introducción en servicio.
Otro problema de naturaleza práctica, era que inicialmente, la posición de la ametralladora era delatada por las nubes de humo negro producidas por los continuos disparos de esta. Lo cual hacía dudar a las autoridades nacionales y militares sobre la adopción del arma. La aparición de la pólvora sin humo (mejorada por Hudson Maxim, el hermano de Hiram, así como otros tantos), resolvió este problema.
El arma fue adoptada por el ejército británico bajo la dirección de Sir Garnet Wolseley, que había sido nombrado Comandante en Jefe en 1888. En octubre de aquel año encargó 120 ametralladoras Maxim que empleaban la misma munición de los fusiles reglamentarios Martini-Henry, la .577/450 (11,43x60R mm).
Wolseley había dirigido anteriormente incursiones militares en África (la Guerra Ashanti y la Expedición de apoyo a Gordon en 1884-1885), además de tener la reputación de ser un ferviente partidario de la innovación y reformas militares, la cual quedó demostrada en África, donde además de emplear ametralladoras y poner a prueba otras ideas poco convencionales, creó los Camel Corps egipcios.
La ametralladora fue comprada por varios países europeos, iniciando una carrera tecnológica y armamentista. La Maxim tuvo por vez primera un amplio empleo durante la Guerra Ruso-Japonesa, en la cual ambos bandos utilizaron ametralladoras Maxim en grandes números.

### Primera Guerra Mundial (1914-1918)
Al inicio de la Primera Guerra Mundial, varios ejércitos habían adoptado ametralladoras mejoradas. La Vickers británica era una Maxim mejorada y rediseñada, introducida en el Ejército Británico en 1912 y sirviendo hasta 1968. Fue producida en Crayford, Kent, en donde algunos modelos fueron instalados a bordo de los primeros biplanos construidos allí. Las S.M.G. 08 alemana y Pulemyot Maxima PM1910 rusa fueron en menor o mayor grado copias con licencia de fabricación directas de la Maxim.
La ametralladora también fue empleada durante la Guerra Civil Rusa, que siguió a la Revolución Bolchevique de 1917. Una fotografía de la época muestra una ametralladora Maxim montada en una tachanka, una carreta tirada por caballos, desde la cual el tirador abre fuego contra un regimiento del Ejército Blanco que la persigue. En algunos ejemplares de propaganda real-socialista aparece Lenin disparando la ametralladora, aunque es demasiado improbable que él hubiese hecho tal gesto. Los anarquistas atribuyen la invención de este montaje móvil a Néstor Majnó.

## Usuarios
- Argentina
- Bélgica
- Bolivia
- Brasil
- Chile
- Imperio Británico
- Canadá
- Imperio de Japón
- Estonia
- Finlandia
- Primera República de Filipinas
- Tercera República Francesa
- Imperio Alemán
- Colombia[6]
- Reino de Albania
- Reino de Italia
- Dinastía Qing
- México
- República de China
- Imperio Ruso
- Segunda República Polaca
- Unión Soviética
- España
- Corea del Norte
- Imperio Otomano
- Dnastía Pahlavi
- Paraguay

## Variantes y derivados de la ametralladora Maxim

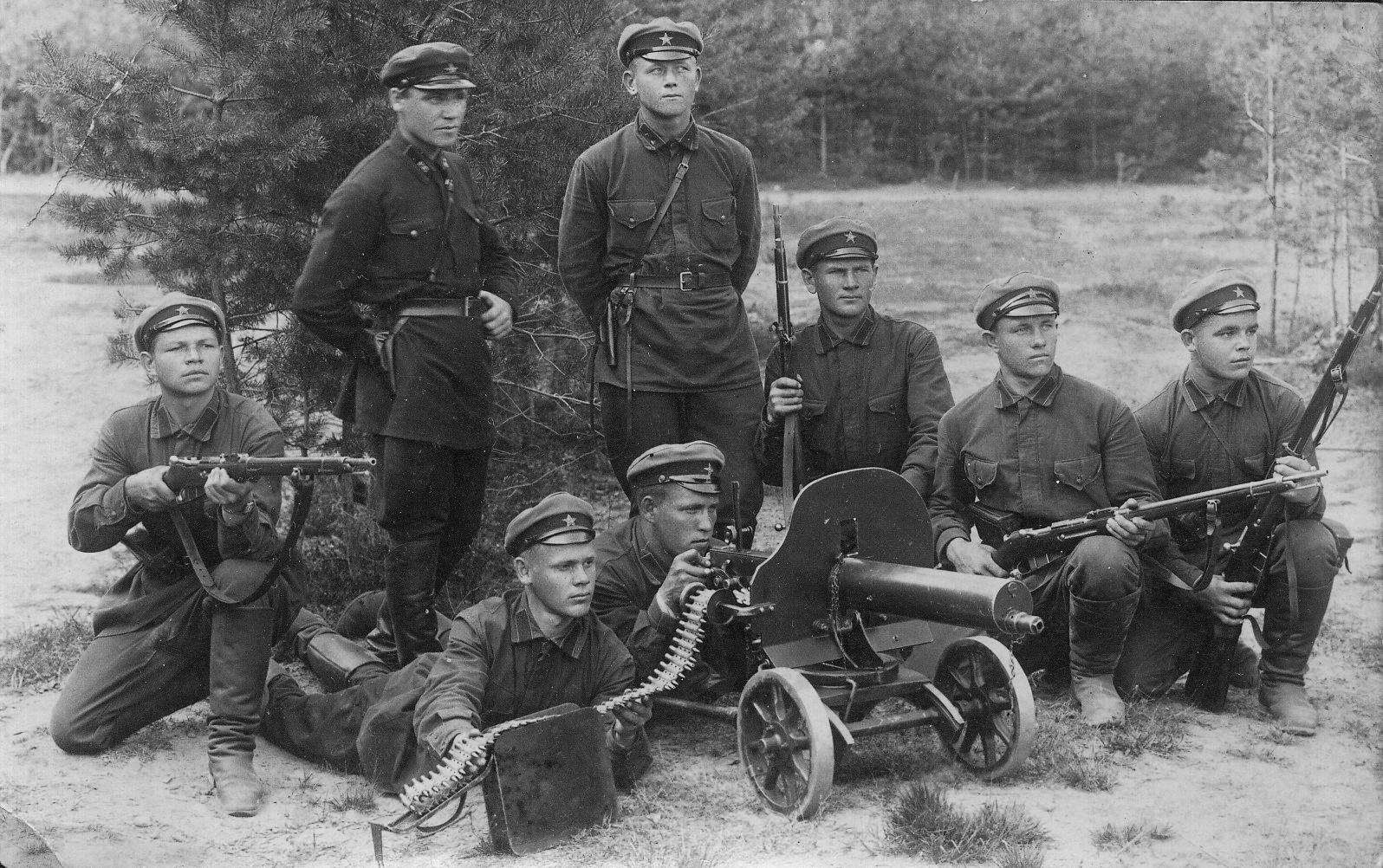
Soldados del Ejército Rojo con una ametralladora Maxim, hacia 1930.

- Ametralladora Vickers: Los primeros modelos de la Maxim habían sido calibrados para los cartuchos militares británicos de la época, pero la Vickers fue producida para la mayoría de calibres y cartuchos empleados alrededor del mundo, incluyendo a la Vickers.50, una versión de grueso calibre (12,7 mm; 0,50 pulgadas) empleada por la Royal Navy.
- Maschinegewehr 01: Producida por la Deutsche Waffen und Munitionsfabriken (DWM).
- Maschinegewehr 08 y sus derivados, incluyendo la MG 08/15 (versión "ligera").
- Pulemyot Máxima PM1910 y sus derivados (Maxim-Tokarev y PV-1).
- Ametralladora Pesada Tipo 24 china.
- La Maxim también popularizó los trípodes y la alimentación mediante cinta. Las primeras ametralladoras iban montadas sobre cureñas tiradas por caballos, como pequeñas piezas de artillería, y eran alimentadas mediante gravedad a través de una tolva.
- El mecanismo de la Maxim fue la base para que Hugo Borchardt diseñara la primera pistola semiautomática en tener cierto éxito: la Borchardt C-93